# Guy Harpigny
Mons. Guy Harpigny (* 13. dubna 1948, Luttre) je belgický římskokatolický kněz a biskup diecéze Tournai.

## Život
Narodil se 13. dubna 1948 v Luttre. Studoval filosofii, teologii v Paříži, Tournai a Lille a islamistiku v Káhiře. Na kněze byl vysvěcen 7. července 1973. Působil jako profesor dogmatiky a islamistiky v Charleroi, Tournai a Lille.
Dne 22. května 2003 jej papež Jan Pavel II. ustanovil biskupem diecéze Tournai. Biskupské svěcení přijal 7. září 2003 z rukou kardinála Godfrieda Danneelse, spolusvětitelé byli biskup Paul Schruers a biskup André-Joseph Léonard.
Dne 26. ledna 2016 byl zvolen vice-předsedou Belgické biskupské konference.
Od roku 2007 je členem Rytířského řádu Božího hrobu jeruzalémského, v roce 2024 se stal velkopřevorem belgického místodržitelství tohoto řádu.